# 1911 na literatura

## Eventos
- 20 de Agosto - Emiliano Perneta é coroado, na Ilha da Ilusão do Passeio Público, em Curitiba, "príncipe dos poetas paranaenses".

- Albino Forjaz de Sampaio publica Prosa Vil e Como se Implantou a República em Portugal.
- No Brasil, a obra pré-moderna Triste fim de Policarpo Quaresma de Lima Barreto começa a ser publicada em um jornal.
- H. G. Wells publica The New Machiavelli.
- É fundado o movimento literário Renascença Portuguesa, por um conjunto de intelectuais republicanos como Jaime Cortesão, Leonardo Coimbra e Teixeira de Pascoais.
- Em Portugal foi feita a Reforma Ortográfica de 1911.

## Nascimentos
| Data           | Nome                     | Profissão                                               | Nacionalidade                  | Observações | Ref |
| -------------- | ------------------------ | ------------------------------------------------------- | ------------------------------ | ----------- | --- |
| 24 de Janeiro  | C. L. Moore              | escritora                                               | Estados Unidos                 | m. 1987     |     |
| 8 de Fevereiro | Elizabeth Bishop         | poeta                                                   | Estados Unidos                 | m. 1979     |     |
| 13 de Março    | L. Ron Hubbard           | escritor de ficção científica e fundador da cientologia | Estados Unidos                 | m. 1986     |     |
| 15 de Março    | Afrânio Coutinho         | educador e escritor                                     | Brasil                         | m. 2000     |     |
| 26 de Março    | Tennessee Williams       | dramaturgo                                              | Estados Unidos                 | m. 1983     |     |
| 15 de Maio     | Max Frisch               | arquitecto e escritor                                   | Suíça                          | m. 1991     |     |
| 20 de Maio     | Gardner Fox              | escritor                                                | Estados Unidos                 | m. 1986     |     |
| 24 de Junho    | Ernesto Sabato           | escritor e ensaísta                                     | Argentina                      | m. 2011     |     |
| 30 de Junho    | Czesław Miłosz           | poeta e ensaísta                                        | Polónia                        | m. 2004     |     |
| 24 de Julho    | Elisa Lispector          | escritora                                               | Brasil                         | m. 1989     |     |
| 7 de Agosto    | Políbio Gomes dos Santos | poeta                                                   | Portugal                       | m. 1939     |     |
| 19 de Setembro | William Golding          | escritor                                                | Inglaterra                     | m. 1993     |     |
| 5 de Outubro   | Flann O'Brien            | jornalista, escritor e humorista                        | Reino Unido (Irlanda do Norte) | m. 1966     |     |
| 15 de Outubro  | Manuel da Fonseca        | escritor                                                | Portugal                       | m. 1993     |     |
| 1 de Novembro  | Henri Troyat             | romancista, ensaísta e biógrafo                         | Rússia / França                | m. 2007     |     |
| 2 de Novembro  | Odysséas Elýtis          | poeta                                                   | Grécia                         | m. 1996     |     |
| 11 de Dezembro | Naguib Mahfouz           | escritor                                                | Egito                          | m. 2006     |     |
| 29 de Dezembro | Alves Redol              | escritor                                                | Portugal                       | m. 1969     |     |

## Mortes
| Data          | Nome                     | Profissão             | Nacionalidade  | Observações | Ref |
| ------------- | ------------------------ | --------------------- | -------------- | ----------- | --- |
| 25 de Abril   | Emilio Salgari           | escritor              | Itália         | n. 1862     |     |
| 29 de Maio    | William Schwenck Gilbert | dramaturgo            | Inglaterra     | n. 1836     |     |
| 29 de Outubro | Joseph Pulitzer          | jornalista e editor   | Estados Unidos | n. 1847     |     |
| (?)           | Alberto Braga            | jornalista e escritor | Portugal       | n. 1851     |     |

## Prémios literários
- Nobel de Literatura - Maurice Maeterlinck.